# Weidesheim
Weidesheim is een plaats in de Duitse gemeente Euskirchen, deelstaat Noordrijn-Westfalen, en telt 760 inwoners (2006).